# Mégalure calédonienne
Cincloramphus mariei
Espèce
Synonymes
- Megalurulus mariei Verreaux, J, 1869[2]

Statut de conservation UICN

 LC  : Préoccupation mineure

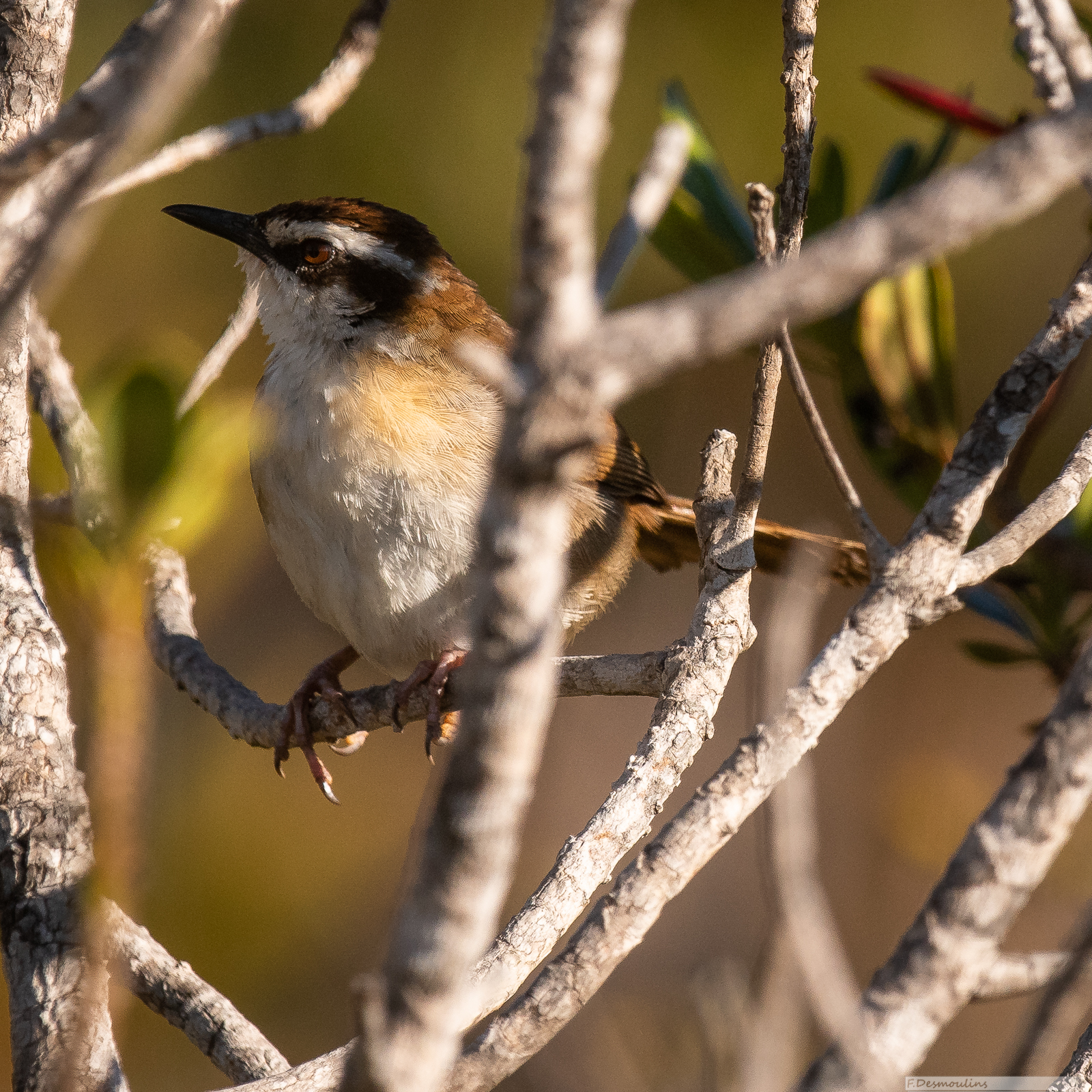
Mégalure calédonienne photographiée dans son milieu naturel. F.Desmoulins.

La Mégalure calédonienne (Cincloramphus mariei) est une espèce de passereaux de la famille des Locustellidae.

## Répartition
Cette espèce est endémique de Nouvelle-Calédonie.

## Taxonomie
À la suite de la réorganisation de la famille des Locustellidae, l'espèce a été rattachée au genre Cincloramphus par la classification de référence du Congrès ornithologique international (version 8.2, 2018). Elle faisait auparavant partie du genre Megalurulus, c'est pourquoi on peut trouver chez certaines sources le nom Megalurulus mariei.